# Ungarische Basketballnationalmannschaft der Damen
Die ungarische Basketballnationalmannschaft der Damen vertritt Ungarn bei internationalen Basketballwettbewerben. Zu ihren größten Erfolgen zählen zwei Silbermedaillen und fünf Bronzemedaillen bei 32 Teilnahmen an Europameisterschaften.

## Gastgeber
Der ungarische Verband hat bereits fünf Europameisterschaften als alleiniger oder als Co-Gastgeber ausgerichtet:
- Basketball-Europameisterschaft der Damen 1950
- Basketball-Europameisterschaft der Damen 1964
- Basketball-Europameisterschaft der Damen 1983
- Basketball-Europameisterschaft der Damen 1997
- Basketball-Europameisterschaft der Damen 2015 - in Ungarn und Rumänien

## Abschneiden bei internationalen Wettbewerben

### Olympische Spiele
| - 1980 – 4. Platz |

### Weltmeisterschaften
| - 1957 – 5. Platz - 1959 – 7. Platz - 1975 – 9. Platz - 1986 – 8. Platz | - 1998 – 10. Platz |

### Europameisterschaften
| - 1950 – . Platz - 1952 – . Platz - 1954 – 4. Platz - 1956 – . Platz - 1958 – 7. Platz - 1960 – 9. Platz - 1962 – 7. Platz - 1964 – 8. Platz - 1966 – 9. Platz - 1968 – 10. Platz | - 1970 – 10. Platz - 1972 – 6. Platz - 1974 – 4. Platz - 1976 – 8. Platz - 1978 – 6. Platz - 1980 – 7. Platz - 1981 – 7. Platz - 1983 – . Platz - 1985 – . Platz - 1987 – . Platz | - 1989 – 7. Platz - 1991 – . Platz - 1993 – 8. Platz - 1995 – 12. Platz - 1997 – 4. Platz - 2001 – 7. Platz - 2003 – 10. Platz - 2009 – 14. Platz - 2015 – 17. Platz - 2017 – 12. Platz | - 2019 – 7. Platz - 2023 – 4. Platz |

## Kader
Eine Übersicht des Kaders findet sich beispielsweise in der englischsprachigen Fassung dieses Artikels oder auf dem Internetportal eurobasket.com (s. Abschnitt Weblinks).